# تينو شروبالا
تينو شروبالا (بالألمانية: Tino Chrupalla) (مواليد 14 أبريل 1975) هو سياسي ألماني وعضو في بوندستاغ منذ عام 2017  عن حزب البديل من أجل ألمانيا (AfD). في تشرين الثاني / نوفمبر 2019 ، تم ترشيحه من قبل ألكسندر غاولاند ليحل محله كرئيس مشارك وانتخب على النحو الواجب لهذا المنصب.